# Кальфон, Авраам
Авраам Кальфон (ивр. אברהם כלפון‎; род. 16 декабря 1900 года, Тверия, Османская империя — 4 июля 1983 года, Израиль) — израильский политик, депутат кнессета 2-го созыва от партии МАПАЙ.

## Биография
Авраам Кальфон родился в Тверии, в еврейской семье раввина Моше Кальфона и его жены Эстер Бен-Наим. Учился в хедере, в школе «Алианс», а затем в Технической школе в Хайфе. В период с 1919 до 1923 год он был секретарём Комитета еврейской общины Хайфы. В 1924—1927 годах — секретарь комиссии по еврейско-арабской кооперации при исполкоме Гистадрута. С 1927 года занимал должность первого еврейского секретаря хайфского муниципалитета и председателя суда по жилищным конфликтам в Крайот. Принимал участие в работе Еврейского национального фонда и еврейских культурных организаций.
В 1952 году Кальфон вошёл в состав кнессета второго созыва, получив место умершего Элиэзера Каплана, получил посты в комиссии Кнессета, комиссии по внутренним делам и комиссии по образованию и культуре.
Кальфон был женат на Ципоре Ростовски. Скончался в 1983 году в возрасте восьмидесяти двух лет.